# Karekoppa, Sorab
Karekoppa là một làng thuộc tehsil Sorab, huyện Shimoga, bang Karnataka, Ấn Độ.